# Grammorhoe interuptata
Grammorhoe interuptata là một loài bướm đêm trong họ Geometridae.